# Кандиагаш
Кандиага́ш (каз. Қандыағаш — криваве дерево) — місто, центр Мугалжарського району Актюбінської області Казахстану. Адміністративний центр та єдиний населений пункт Кандиагаської міської адміністрацї.
До 1997 року місто називалось  Октябрськ.
Населення — 34898 осіб (2021; 29169 у 2009, 25553 у 1999, 26691 у 1989).